# Liste der Monuments historiques in Zillisheim
Die Liste der Monuments historiques in Zillisheim führt die Monuments historiques in der französischen Gemeinde Zillisheim auf.

## Liste der Bauwerke
| Bezeichnung       | Beschreibung | Standort                 | Kennzeichnung | Schutzstatus | Datum | Bild |
| ----------------- | --- | ------------------------ | ------------- | ------------ | ----- | ---- |
| Geschützplattform | Bettung für ein Geschütz 38-cm-SK L/45 („Langer Max“), 1915 zur Beschießung von Belfort und Wesserling errichtet | südlich des Ortes (Lage) | PA00085742    | Classé       | 1920  |      |